# Pustá Rudná

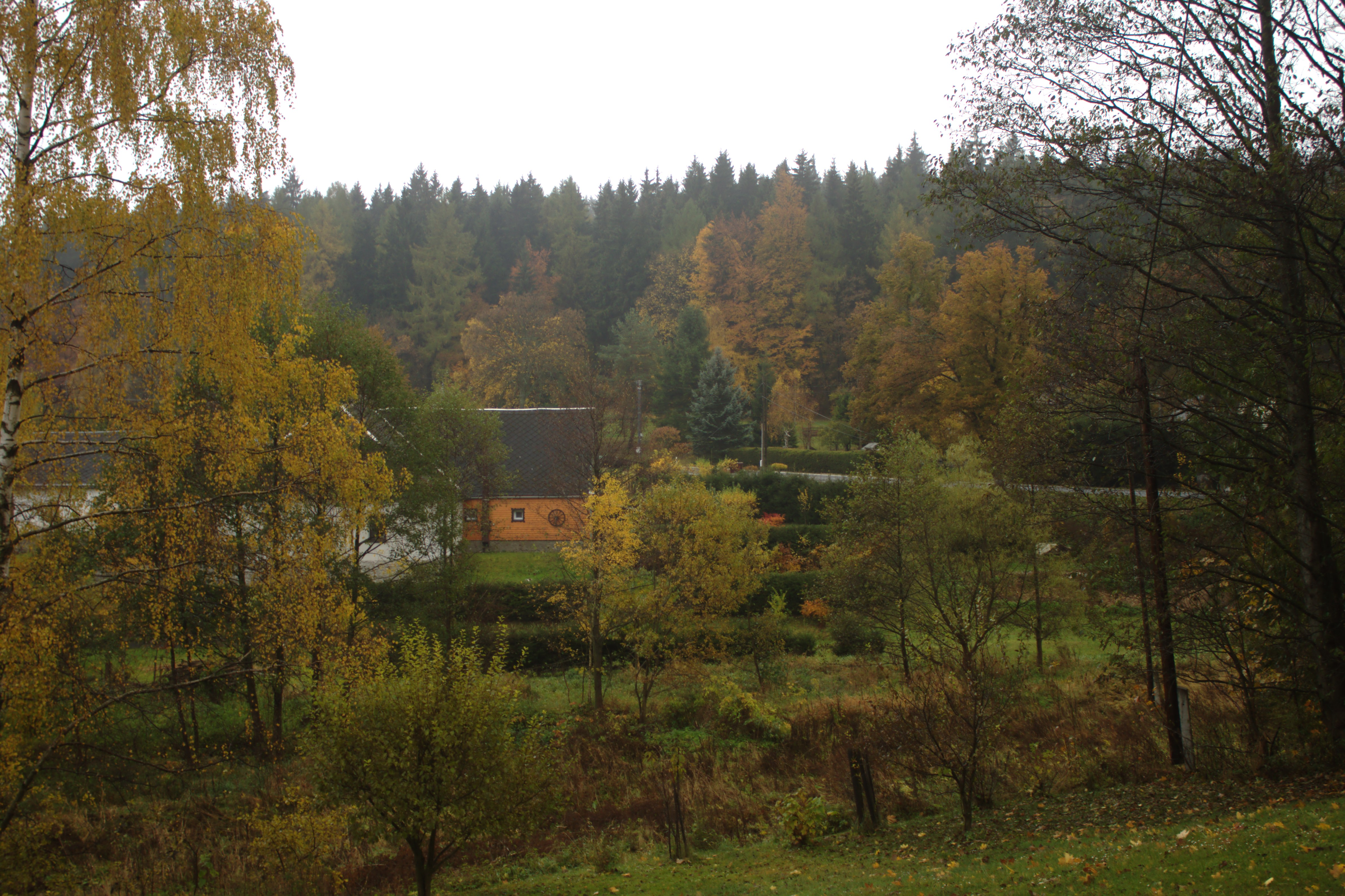
Ortsansicht

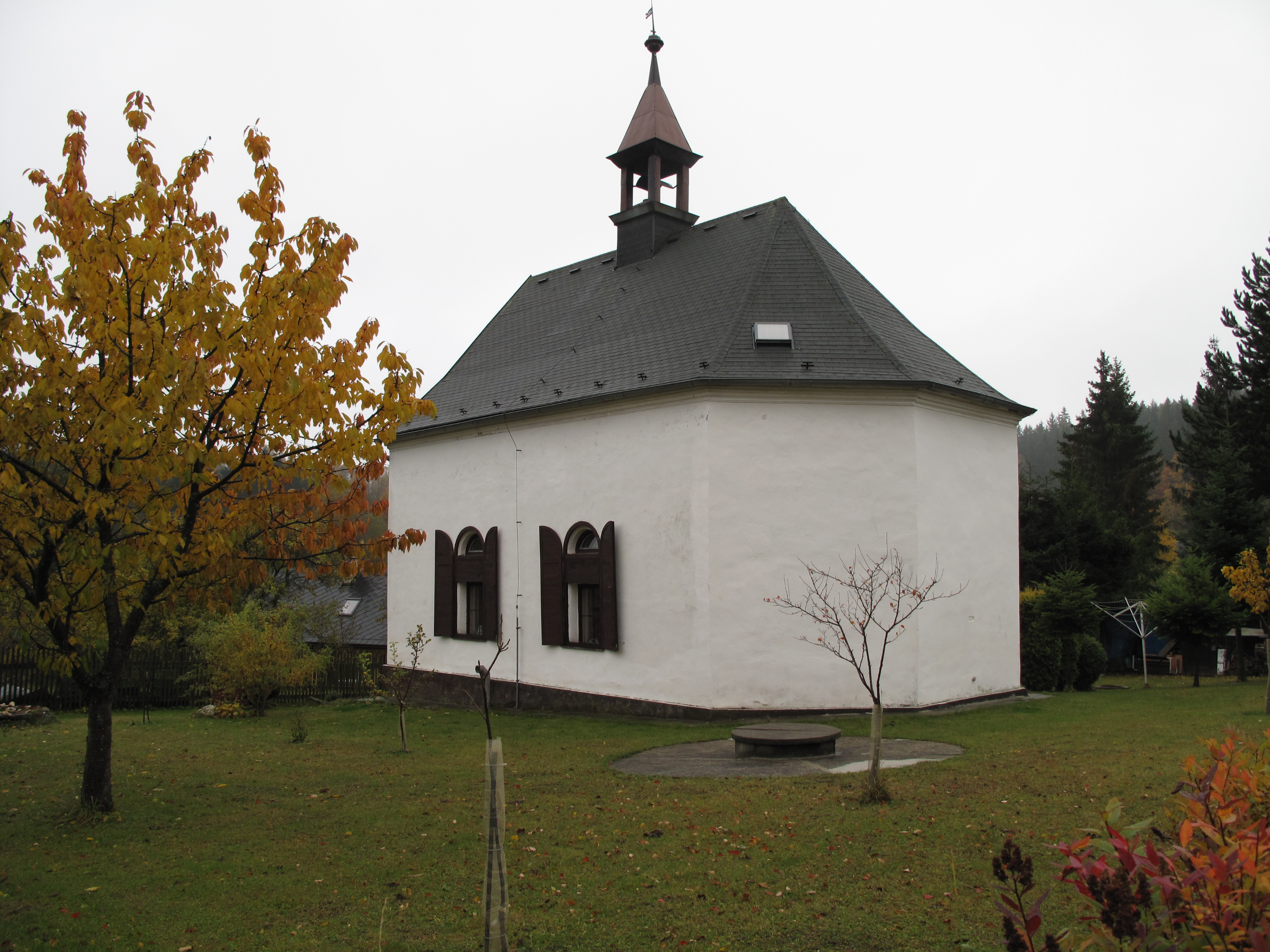
Ehemalige Kapelle

Pustá Rudná, bis 1946 Pustý Zejf (deutsch Lauterseifen) ist ein Ortsteil der Stadt Andělská Hora (Engelsberg) in Tschechien. Er liegt zwei Kilometer nördlich von Andělská Hora und gehört zum Okres Bruntál.

## Geographie
Die Streusiedlung Pustá Rudná befindet sich im Altvatergebirge (Hrubý Jeseník) am Oberlauf des Uhlířský potok (Köhlerbach) an der Einmündung eines namenlosen Zuflusses. Nördlich erhebt sich der Hrbek (815 m n.m.), im Nordosten der V Koleně (712 m n.m.), östlich die Kamenná hůrka (Steinhübel, 778 m n.m.), im Südosten der Zlatý kopec (Kantiger Berg, 693 m n.m.), südwestlich die Halda (Baderberg, 754 m n.m.) und der Anenský vrch (Annaberg, 861 m n.m.), im Westen der Kopřivník (Nesselberg, 838 m n.m.) sowie nordwestlich die Šindelná (Schindlberg, 842 m n.m.).
Durch Pustá Rudná führt die Staatsstraße II/452 von Andělská Hora nach Nové Karlovice (Neu Karlsthal). Dreieinhalb Kilometer nordöstlich befindet sich die Burgruine Freudenstein. Der Ort liegt am Rande des Landschaftsschutzgebietes Jeseníky.
Nachbarorte sind Vrbno pod Pradědem (Würbenthal) und Zadní Ves (Hinterdorf) im Norden, Nové Karlovice, Karlovice (Karlsthal) und Nové Purkartice (Neu Bürgersdorf) im Nordosten, Pocheň (Pochmühl) im Osten, Široká Niva (Breitenau), Markvartice (Markersdorf) und Dětřichovice (Dittersdorf) im Südosten, Světlá (Lichtewerden) und Andělská Hora im Süden, Stará Voda (Altwasser) und Suchá Rudná (Dürrseifen) im Südwesten, Kyselka (Sauerbrunn) und Karlova Studánka (Karlsbrunn) im Westen sowie Ludvíkov (Ludwigsthal) im Nordwesten.

## Geschichte
Lauterseifen wurde zum Ende des 18. Jahrhunderts auf den Fluren der Freien Bergstadt Engelsberg in der Herrschaft Freudenthal gegründet. Die erste schriftliche Erwähnung erfolgte 1799. Zwischen 1828 und 1829 wurde die Siedlung auch als Seifen bezeichnet.
Die am Fahrweg von Engelsberg nach Karlsthal gelegene Kolonie Lauterseifen wurde als Vorstadt von Engelsberg betrachtet und unterstand der Jurisdiktion der Bergstadt. Im Ort gab es ein Jägerhaus. Pfarr- und Schulort war Engelsberg. Bis zur Mitte des 19. Jahrhunderts blieb Lauterseifen ein Zubehör der Bergstadt Engelsberg.
Nach der Aufhebung der Patrimonialherrschaften bildete Lauterseifen ab 1849 einen Ortsteil der Stadt Engelsberg im Gerichtsbezirk Freudenthal. Ab 1869 gehörte Lauterseifen zum Bezirk Freudenthal. Zu dieser Zeit hatte die Siedlung 103 Einwohner und bestand aus 13 Häusern. Seit 1872 ist der tschechische Ortsname Lauterzejf nachweislich. Ab 1890 wurde Lauterseifen nicht mehr als Ortsteil geführt. Im Jahre 1900 lebten in Lauterseifen 58 Personen, 1910 waren es 59. Nach dem Zusammenbruch der k.k. Monarchie wurde der Ort 1918 Teil der neu gebildeten Tschechoslowakei. Beim Zensus von 1921 wurde für die Kolonie Lauterseifen / Lauterzejf  keine separate Erhebung durchgeführt. Der tschechische Ortsname wurde 1924 in Pustý Zejf geändert. Im Jahre 1930 bestand der Ortsteil Lauterseifen aus 15 Häusern und hatte 62 Einwohner. Nach dem Münchner Abkommen wurde die Kolonie 1938 dem Deutschen Reich zugesprochen und gehörte bis 1945 zum Landkreis Freudenthal. Nach dem Ende des Zweiten Weltkrieges wurde Pustý Zejf wieder Teil der Tschechoslowakei. Die deutschsprachige Bevölkerung wurde 1946 größtenteils vertrieben und der abgelegene Ort nur schwach mit Tschechen wiederbesiedelt. Seit 1947 führt der Ort den Namen Pustá Rudná. 1954 verlor Pustá Rudná erneut seinen Ortsteilstatus. Am 12. Juni 1960 wurden die Gemeinden Světlá und Andělská Hora einer Gemeinde Světlá Hora vereinigt, in der Andělská Hora und Pustá Rudná den Ortsteil Světlá Hora II bildeten.  1970 lebten in den 6 Häusern von Pustá Rudná 20 Personen. Der Ortsteilname Světlá Hora II konnte sich bei der Bevölkerung nicht durchsetzen und wurde seit 1971 nicht mehr verwendet. Zugleich wurde auch Pustá Rudná ab 1971 wieder als Ortsteil von Světlá Hora geführt. Nach der Samtenen Revolution 1989 lösten sich Andělská Hora und Pustá Rudná zum 24. November 1990 wieder von Světlá Hora los und bildeten die Gemeinden Andělská Hora. 1991 bestand Pustá Rudná aus drei Wohnhäusern und hatte acht Einwohner. Beim Zensus von 2011 lebten in den 14 Häusern von Pustá Rudná  15 Personen.

## Ortsgliederung
Der Ortsteil Pustá Rudná gehört zum Katastralbezirk Andělská Hora ve Slezsku.

## Sehenswürdigkeiten
- Ehemalige Kapelle des hl. Antonius von Padua, sie wurde zur Herberge umgebaut
- Wallfahrtskirche der hl. Anna am Annaberg, errichtet 1767
- Ruine der Burg Freudenstein, nordöstlich des Ortes

## Schutzgebiete
- Naturreservat Pustá Rudná östlich des Ortes am Hang der Kamenná hůrka. Das Gebiet wurde 1989 wegen eines Vorkommens der Feuerlilie auf 5,92 ha unter Schutz gestellt.